# کای پاهلمان
کای پاهلمان (فنلاندی: Kai Pahlman; ۸ ژوئیهٔ ۱۹۳۵ – ۸ مارس ۲۰۱۳) بازیکن فوتبال اهل فنلاند بود.
از باشگاه‌هایی که در آن بازی کرده‌است می‌توان به باشگاه فوتبال هلسینکی و باشگاه فوتبال هلسینگین پالوسئورا اشاره کرد.
وی همچنین در تیم ملی فوتبال فنلاند بازی کرده‌است.